# Церковь Адульфа Кордовского (Дюссельдорф-Пемпельфорт)
Церковь Адульфа Кордовского (нем. St. Adolfus) — католическая церковь, расположенная в Дюссельдорф-Пемпельфорте по адресу: Кайзерсвертер Штрассе 60 (Kaiserswerther Straße 60). Кордобаштрассе, которая проходит вдоль южной стороны церкви, указывает на то, что церковь посвящена испанскому мученику святому Адульфу, который, согласно описаниям священномученика Евлогия, был казнён эмиром Кордовы в IX веке.
Церковь Святого Адольфа выполнена в неороманском стиле. Церковь имеет две башни и спроектирована как базилика. Фасад башни, структура которого очень напоминает фасад башни церкви Святого Гериберта в Кёльн-Дойце, является центром Пфальцштрассе.

## История
Церковь Святого Адульфа была спроектирована архитектором Каспаром Клеменсом Пиккелем в 1898 году. Из-за нехватки денег изначально была построена только средняя часть до средокрестия без башен. Церковь была освящена в 1903 году, а в 1904 году стала отдельным приходом. Церковь была полностью перестроена в период с 1911 по 1913 год. Башни выполнены в эклектичном стиле, в них также присутствуют мавританские архитектурные элементы и украшения. Они особенно напоминают элементы дизайна Кордовской мечети. Колокола были конфискованы в 1942 году. Церковь сильно пострадала в результате бомбардировок в 1943 году и была почти полностью разрушена в 1944 году. В ноябре 1945 года в качестве новой церкви был освящен аварийный барак.
Реконструкция церкви началась в 1947 году. К 1949 году в достроенной части снова можно было совершать мессы, и в том же году были возвращены колокола, которые не были переплавлены. Наконец, в 1951 году церковь была достроена. Мозаика Христа над главным престолом (1955) и новые окна церкви (1956) были созданы Рихардом Зевальдом. Комплексная реконструкция началась в 1975 году и была окончательно завершена в 2005 году. С 2013 года приход Святого Адольфа является частью прихода Святой Троицы.
С 24 апреля 1985 года здание церкви является памятником архитектуры № 887 и охраняется законом.

## Орган
Орган был построен в 1952 году органной компанией Romanus Seifert & Sohn. Инструмент с конусообразным корпусом имеет 46 регистров на трёх мануалах (клавиатурах) и педали. Механизмы действия и регистровая трактура — электрические.
| I Hauptwerk C–      | II Rückpositiv C– | III Schwellwerk C–  | Pedal C–            |
| ------------------- | ----------------- | ------------------- | ------------------- |
| Quintadena 16′      | Rohrgedackt 8′    | Prinzipal 8′        | Principalbass 16′   |
| Principal 8′        | Weidenpfeife 8′   | Lieblich Gedackt 8′ | Quintbass 10 2⁄3′   |
| Gemshorn 8′         | Principal 4′      | Violflöte 8′        | Subbass 16′         |
| Flöte 8′            | Hornprinzipal 4′  | Flötenschwebung 8′  | Zartbass 16′        |
| Oktave 4′           | Nasard 2 2⁄3′     | Nachthorn 4′        | Octavbass 8′        |
| Rohrflöte 4′        | Kleinprinzipal 2′ | Quintatön 4′        | Bassflöte 8′        |
| Superoktave 2′      | Terz 1 3⁄5′       | Blockflöte 2′       | Choralbas 4′        |
| Hohlflöte 2′        | Scharf IV 1′      | Principal 1′        | Oktave 2′           |
| Rauschpfeife 2 2⁄3′ | Krummhorn 8′      | Mixtur V 1 1⁄3′     | Hintersatz V 2 2⁄3′ |
| Mixtur V 2′         | Tremulant         | Dulcian 16′         | Posaune 16′         |
| Trompete 16′        |                   | Schalmei-Oboe 8′    | Basstrompete 8′     |
| Kupfertrompete 8′   |                   | Kropftrompete 4′    | Trompete 4′         |
| Clairon 4′          |                   | Tremulant           |                     |

Коппельн (сцепители) (Koppeln): II/I, III/I, III/II, I/P, II/P, III/P

## Колокола
В 1913 году, незадолго до начала Первой мировой войны, колокольный завод Отто в Бремен-Хемелингене изготовил для церкви Святого Адульфа в Дюссельдорф-Пемпельфорте шесть бронзовых колоколов весом почти 12 тонн. Колокола пережили конфискации во время обеих мировых войн, оставшись невредимыми. Это самые большие колокола Отто периода до Первой мировой войны, которые до сих пор сохранились в Кёльнской архиепархии.
| Колокола | Название  | Диаметр | Масса   | Высота тона | Надпись                                                             |
| -------- | --------- | ------- | ------- | ----------- | ------------------------------------------------------------------- |
| I        | Адульф    | 1910 мм | 4600 кг | a°          | ХВАЛА, СЛАВА, ХВАЛА И ЧЕСТЬ ТЕБЕ, ХРИСТОС СПАСИТЕЛЬ                 |
| II       | Георгий   | 1610 мм | 2650 кг | c′          | СЕГОДНЯ, КОГДА ВЫ СЛЫШИТЕ ГОЛОС БОЖИЙ, НЕ ОЖЕСТОЧАЙТЕ СЕРДЦА СВОИ   |
| III      | Иосиф     | 1432 мм | 1850 кг | d′          | ИДИ К ИОСИФУ И ДЕЛАЙ ТО, ЧТО ОН ТЕБЕ СКАЖЕТ                         |
| IV       | Мария     | 1270 мм | 1300 кг | e′          | ПОКАЖИ, ЧТО ТЫ МАТЬ, ЧЕРЕЗ ТЕБЯ ГОСПОДЬ ПРИМЕТ НАШУ ПРОСЬБУ         |
| V        | Елена     | 1070 мм | 800 кг  | g′          | ДАВАЙТЕ ПРОСЛАВИМ БОГА, ГОСПОДА НАШЕГО, СЛЕДУЯ ПРИМЕРУ СВЯТОЙ ЕЛЕНЫ |
| VI       | Елизавета | 960 мм  | 600 кг  | a′          | ОНА ПРОТЯГИВАЕТ РУКУ НУЖДАЮЩИМСЯ И ПРАВУЮ РУКУ БЕДНЫМ               |

Мотив звона — двойной Te Deum («Тебя, Бога, хвалим» — старинный христианский гимн).

## Галерея
- Церковь Святого Адульфа в марте 2025 года